# Familia del vanadio
La familia del vanadio se compone de todos los integrantes del grupo 5 de la tabla periódica (antiguamente)
- (V)  Vanadio
- (Nb) Niobio
- (Ta) Tantalo
- (Db) Dubnio

Todos los elementos de este grupo tienen comportamientos representativos del nombre que los representa, en este caso es el vanadio.
- Datos: Q5855808

[[El vanadio es un elemento químico de número atómico 23 situado en el grupo 5 de la tabla periódica de los elementos. Su símbolo es V. Es un metal dúctil, pero duro, poco abundante. Se encuentra en distintos minerales y se emplea principalmente en algunas aleaciones. El nombre procede de la diosa de la belleza Vanadis en la mitología nórdica.]]